# Епархия Аитапе
Епархия Аитапе (лат. Dioecesis Aitapensis) — епархия Римско-католической церкви c центром в городе Аитапе, Папуа – Новая Гвинея. Епархия Аитапе входит в митрополию Маданга. Кафедральным собором епархии Аитапе является собор святого Игнатия Лойолы.

## История
15 мая 1952 года Римский папа Пий XII выпустил буллу Ad latius prolatandam, которой учредил апостольскую префектуру Аитапе, выделив её из апостольского викарита Центральной Новой Гвинеи (сегодня — Епархия Вевака).
11 ноября 1956 года апостольская префектура Центральной Новой Гвинеи была преобразована в апостольский викариат буллой Laetissimi simper Римского папы Пия XII.
3 сентября 1963 года апостольский викариат Центральной Новой Гвинеи передал часть своей территории для возведения новой апостольской префектуры Ванимо (сегодня — епархия Ванимо).
15 ноября 1966 года Римский папа Павел VI издал буллу Laeta incrementa, которой возвёл апостольский викариат Центральной Новой Гвинеи в епархию Аитапе.

## Ординарии епархии
- епископ Ignatius John Doggett (15.05.1952 — 6.06.1969);
- епископ William Kevin Rowell (15.12.1969 — 10.10.1986);
- епископ Brian James Barnes (3.10.1987 — 14.06.1997) — назначен архиепископом Порт-Моресби;
- епископ Austen Robin Crapp (19.04.1999 — 5.03.2009);
- епископ Otto Separy (9.06.2009 — 16.07.2019 — назначен епископом Береины);
- епископ Siby Mathew Peedikayil, H.G.N. (13.05.2021 — по настоящее время).

## Источник
- Annuario Pontificio, Ватикан, 2007
- Булла Ad latius prolatandam, AAS 44 (1952), стр. 711  (лат.)
- Булла Laetissimi semper, AAS 49 (1957), стр. 266  (лат.)
- Булла Laeta incrementa  (лат.)